# Claudia and David
Claudia and David (br: Cláudia e David) é um filme de comédia dramática de 1946 dirigido por Walter Lang. É estrelado por Dorothy McGuire e Robert Young. O roteiro do filme foi baseado em uma série de contos de Rose Franken, que também inspirou uma peça de teatro de sucesso e uma série de rádio.

## Elenco
- Dorothy McGuire como Claudia Naughton
- Robert Young como David Naughton
- Mary Astor como Elizabeth Van Doren
- John Sutton como Phil Dexter
- Gail Patrick como Julia Naughton
- Rose Hobart como Edith Dexter
- Harry Davenport como Dr. Harry
- Florence Bates como Nancy Riddle
- Jerome Cowan como Brian O'Toole
- Frank Tweddell como Fritz
- Elsa Janssen como Bertha
- Anthony Sydes como Bobby